# Leonidas Janowicz
Leonidas Janowicz – sędzia, c. k. radca wyższego sądu krajowego.

## Życiorys
Był pochodzenia rumuńskiego. Wstąpił do służby sądowniczej Cesarstwa Austrii nie dysponując ukończeniem studiów prawniczych. Od około 1829 był akcesistą w C. K. Bukowińskim Sądzie Kryminalnym w Czerniowcach. Od około 1832 pracował w C. K. Sądzie Kryminalnym we Lwowie, początkowo jako auskultant, a od około 1835 do około 1841 jako aktuariusz. Według późniejszych ustaleń Józefa Białyni Chołodeckiego Leonidas Janowicz uczestniczył we Lwowie w procesach polskich działaczy niepodległościowych w trakcie austriackich represji wobec organizowanej partyzantki płk. Józefa Zaliwskiego w 1833. Ponadto podczas procesów politycznych wymierzonych w Polaków w 1840 był „prawą ręką” naczelnika lwowskiego C. K. Sądu Kryminalnego, radcy krajowego Moriza (Maurycego) Wittmanna, który wcześniej miał go sprowadzić z Czerniowiec do Lwowa. Według późniejszych publikacji Janowicz miał otrzymać awans na radcę za swoje zasługi oddane dla rządu w prowadzonych procesach politycznych. Od około 1842 do około 1849 był radcą-protokolistą przy C. K. Wyższym Sądzie Apelacyjnym i Kryminalnym we Lwowie. Pełniąc to stanowisko został skierowany ze Lwowa do Sanoka i prowadził śledztwo wobec zatrzymanych na podstawie przygotowanej przez cyrkuł sanocki listy uczestników konspiracji, podjętej celem wzniecenia walk w ramach powstania krakowskiego, zaplanowanych na ziemi sanockiej 21/22 lutego 1846. W opracowaniu Stanisława Schnür-Pepłowskiego, dotyczącym wypadków z 1846 na ziemi sanockiej, radca Janowicz został określony jako „człowiek bez czci i wiary”. Miał on znęcać się nad zatrzymanymi więźniami, podsłuchiwać ich i na wszelkie sposoby im dokuczać oraz znieważać ich żony i rodziny. Po przybyciu do Sanoka pułkownika Leopolda Kolowrath-Krakowsky’ego (ówczesny komendant 3 pułku huzarów z Sáros-Patak), mianowanego komendantem miasta, Janowicz został odwołany przez tegoż na prośby kobiet związanych z represjonowanymi. Podczas pierwszego spotkania obu w sanockim więzieniu, gdy Janowicz wskazywał Kollowrath-Krakowsky’emu wyróżniających się spiskowców, pułkownik miał odpowiedzieć: „Każdy ma swój punkt widzenia”. W książce Bronisława Łozińskiego radca Janowicz został zaliczony do grona sędziów będących filarami tradycji prowadzenia represyjnych procesów politycznych w Galicji. O działalności Janowicza jako sędziego śledczego pod koniec lat 40. wspominał także Aleksander Morgenbesser, który określił radcę mianem „posiepaka”.
W grudniu 1849 Leonidas Janowicz został mianowany radcą C. K. Bukowińskiego Sądu Karnego w Czerniowcach. Przydzielony stamtąd od około 1850 do około 1852 był sprawującym prezydium przy prowizorycznym C. K. Sądzie Karnym w Maros-Vásárhely, a około 1852/1853 był skierowany do C. K. Wyższego Sądu Krajowego w Siebenbürgen. Jako bukowiński radca kryminalny w połowie 1853 został mianowany radcą przy C. K. Bukowińskim Sądzie Prawa Miejskiego i Krajowego w Czerniowcach (niem. Bukowinaer Stadt- und Landrecht in Czernowitz), gdzie jednocześnie był dyrektorem kancelarii. W połowie 1855 został mianowany radcą przy C. K. Sądzie Krajowym w Czerniowcach.
Postanowieniem cesarza z 29 stycznia 1857 został mianowany radcą C. K. Wyższego Sądu Krajowego we Lwowie. Pracował na tym stanowisku tamże do około 1868 (tj. wkrótce po ustanowieniu Austro-Węgier i autonomii galicyjskiej). W latach około 1865-1867 był równolegle asesorem w C. K. Wyższym Sądzie Wyrokującym we Lwowie.